# Гита Ягг
Гита Ягг  (англ. Gytha Ogg), она же Нянюшка Ягг — персонаж книг серии по Плоскому миру Терри Пратчетта. Ведьма из Ланкра. Глава огромного семейства. Хозяйка кота Грибо. Наряду с Матушкой Ветровоск является одной из самых авторитетных ведьм Ланкра.

## Внешность
Нянюшка Ягг — невысокая пухлая румяная женщина с лицом, похожим на счастливое печёное яблочко. У неё остался лишь один зуб, которым она пользуется с завидной ловкостью.
У Нянюшки необыкновенно густые седые волосы, которые покрывают её голову кудрявым шлемом, а также очень крепкая голова — когда во время событий книги «Ведьмы за границей» ей на голову свалился фермерский дом, она не получила сколь-либо значительных повреждений. Говорят, что это потому, что у Яггов в роду были гномы (дварфы).
Возраст неизвестен даже ей самой, возможно, что ей сейчас за семьдесят.

## Биография
Гита Ягг происходит из древнего и очень обширного клана с традиционными способностями к магии и работе с железом. У неё была полная приключений бурная молодость — её всегда преследовали и она часто позволяла себя поймать (по её же собственным словам). В молодости она некоторое время прислуживала в Ланкрском замке. Ходят слухи, что когда знаменитый художник Леонард Щеботанский путешествовал по Овцепикским горам, он встретился с молодой Гитой, которая стала его музой и послужила моделью для самой известной картины Леонарда «Мона Ягг». Затем, по древней традиции, она была избрана в ученицы ведьмой Бидди Спектив (англ. Biddy Spective). Гита Ягг переселилась в дом в городе Ланкр и обогатила традиционное ведовское искусство житейским взглядом на жизнь, пониманием человеческой натуры без её осуждения и умением щёлкать орехи коленями.
Она была замужем пять раз, причём три раза официально: за Альбертом Ягг, Винстоном Ягг и Собрити Ягг. Поскольку ведьмы имеют довольно матриархальный взгляд на мир, любой, собирающийся жениться на представительнице такого старинного семейства, как Ягг, должен был принять её фамилию. Все трое счастливо, отчасти даже энергично, перешли в лучший мир.
Всего у неё 15 детей — Джейсон (англ. Jason), Грейм (англ. Grame), Трейси (англ. Tracie), Ширл (англ. Shirl), Даф (англ. Daff), Дрин (англ. Dreen), Нэв (англ. Nev), Трэв (англ. Trev), Кэв (англ. Kev), Вэйн (англ. Wane), Шарлин (англ. Sharleen), Даррон (англ. Darron), Карен (англ. Karen), Рит (англ. Reet) и Шон (англ. Shawn). Почти все они живут и работают в Ланкре, но некоторые отправились искать счастья в заграничные края. А также у неё имеется бессчётное количество внуков и правнуков. Известно, что её внук Шейн (англ. Shane) стал моряком и именно от него Нянюшка Ягг узнаёт последние новости о заграничной жизни.
Нянюшка обладает несомненным литературным талантом. Она автор трёх книг, две из которых были изданы в Анк-Морпорке — «Сказки Мамаши Ягг Для Маленьких (с картинками)» и «Поваренная книга Нянюшки Ягг». Третья книга — «Лакомая Отрада» — была запрещена к изданию.

## Дом
В отличие от большинства ведьм, Нянюшка не изолирует себя от общества, а живёт в большом доме в столице Ланкра. Дом наполнен разными вещицами вроде розовых черепов и примитивных фигурок садовых гномов, а также оснащён новейшими удобствами, такими как медный котёл для нагрева воды и жестяная ванна, висящая на гвозде на задней стене уборной. Коттедж удобно расположен между домами её сыновей Шона и Джейсона. Она любит быть окружённой семьёй на случай какого-нибудь чрезвычайного обстоятельства — например, если ей захочется выпить чаю или помыть полы.
Её дом имеет собственное имя — Тир Нянни Ягг (англ. Tir Nanny Ogg). Это аллюзия на Tir Nan Og, страну фей из ирландского фольклора.

## Характер
Нянюшка Ягг создала вокруг себя уютную домашнюю атмосферу, которую не портит даже некоторая беспорядочность. Она любит выпить хорошей укипаловки и спеть какую-нибудь хорошую народную песню вроде «А с ёжиком вышел прокол». У Нянюшки Ягг в целом довольно добродушная натура, кроме одного недостатка — она относится к своим невесткам как к безымянным домашним рабыням. Гита Ягг никогда не занималась работой по дому, но всегда была причиной выполнения этой работы. Невестки, имён которых она по загадочным причинам запомнить не в состоянии, убирают её дом, готовят для неё обеды, стирают и гладят, и боятся лишний раз вымолвить слово.
Люди часто приходят к ней за советом или помощью, часто просят принять роды у жён. В книге «Вор времени» Гита Ягг названа лучшей повитухой в мире. Нянюшка Ягг отлично ладит с людьми и легко сходится с ними. Любому достаточно пообщаться с ней минут пятнадцать, чтобы начать чувствовать себя так, словно он знает её всю жизнь. В некоторых аспектах она мудрее Матушки Ветровоск, но благоразумно старается этого не афишировать.

## Семья Гиты Ягг

### Джейсон Ягг
(англ. Jason Ogg) Старший сын Гиты Ягг. Кузнец и скрипач в Ланкрском фольклорном ансамбле «Моррис» (англ. Morris Men). Джейсон крупный, медлительный и чрезвычайно учтивый человек. Он весит почти центнер и кажется вырезанным из дерева, с руками, похожими на древесные стволы и ногами, как пара пивных бочонков. Его лицо украшено густыми бровями и рашпилеподобным подбородком и он выглядит так, как будто его не родили, а смастерили на судостроительной верфи.
Ланкр славится своими кузнецами, а Джейсон считается лучшим из кузнецов. Говорят, что в незапамятные времена местные кузнецы заключили соглашение — если кузнец сможет подковать все, что ему приведут, то его наградой будет способность подковать все, что угодно. Не вполне ясно, с кем конкретно заключалась эта сделка. Возможно, это каким-то образом было связано с близостью Ланкра к миру эльфов, превосходной защитой против которых является железо.
В книге «Дамы и господа» упоминается, что время от времени, в подходящую глухую полночь, появляется некто для того, чтобы ему переподковали лошадь. Этот некто — Смерть. Позже выясняется, что одну из подков Бинки нянюшка Ягг использует для давления на короля Эльфов, хотя под Верзилу (в место обитания короля) железо пронести нельзя. Джейсон действительно способен подковать любое существо, имеющее ноги. Однажды ему, ради шутки, принесли муравья. Он просидел всю ночь с увеличительным стеклом над наковальней, сделанной из булавочной головки и подковал его. Джейсон знает тайный Ланкрский «лошадиный заговор» (или «лошадиное слово»), который применяют кузнецы, чтобы успокоить буйных лошадей. Заговор заключается в нашептывании в лошадиное ухо подробного объяснения, для чего именно будут использоваться все эти молоты и клещи, если лошадь немедленно не прекратит пинаться и покорно не предоставит кузнецу копыто.

### Шон Ягг
(англ. Shawn Ogg). Младший сын Гиты Ягг. Невысокий краснолицый молодой человек, примерно 30 лет от роду, но выглядящий гораздо младше своих лет. Шон служит стражником в Ланкрском Замке. Кроме обязанностей стражника он выполняет всю неквалифицированную работу, мечтая при этом о блестящей военной карьере. Охраняя Замок, он провёл так много дней на однообразной углеводной диете, что приобрёл уверенность в себе и изумительную способность виртуозно выпукивать любую мелодию.
Кроме того, Шон по поручению короля Веренса Второго изобрёл Ланкрский Армейский Нож, который является абсолютно универсальным инструментом (чтобы компенсировать малочисленность армии Ланкра).

## Экранизация
По роману «Вещие сестрички» (англ. Wyrd Sisters) студией Cosgrove Hall был создан одноимённый мультфильм для Channel 4.

## В других областях
Нянюшка Ягг вместе с Ринсвиндом, а также персонажами из вселенных Гарри Поттера и Нарнии, появилась на первоклассных марках Королевской почты Великобритании.